# MRG
MRG (före 2018 Mr Green & Co) var ett svenskt bolag noterat på Nasdaq Stockholms huvudlista. MRG förvärvades 2019 av brittiska williamhillplc.com efter ett offentligt uppköpserbjudande. MRG ägde bland annat spelsajten mrgreen.com. 

## Historia
Nätkasinot Mr Green grundades i slutet av 2007 och lanserades 2008  av de tre entreprenörerna Fredrik Sidfalk, Henrik Bergquist och Mikael Pawlo. Sidfalk och Bergquist hade redan sedan tidigare erfarenhet från spelbranschen, då de 2001 tillsammans med Anders Holmgren grundade spelbolaget Betsson.
Mr Green Ltd har - utöver licensen på Malta - en UK Operator Licence, Kasinolicens i Danmark genom dotterbolaget Dansk Underholdning,   sportbokslicens i Irland, licens i Lettland genom 11.lv samt licens i Italien .
Inför Euro 2016 lanserade Mr Green sportspel, med särskilt fokus på s.k livebetting. Mr Green utsågs 2016 till Mobile Operator of the Year.
2017 förvärvade MRG det danska onlinespelbolaget Dansk Underholdning med spelsajterna Bingoslottet och Bingosjov.
I februari 2018 förvärvade MRG Evoke Gaming med spelsajterna Redbet, Vinnarum, Bertil och MamaMiaBingo. I juni 2018 förvärvade MRG den lettiska speloperatören 11.lv.
Efter förvärven 2017 och 2018 ändrade koncernen namn från Mr Green & Co till MRG för att reflektera att koncernen omfattar en bred portfölj av varumärken.
2021 förvärvades Mr Green av 888 Holdings PLC (888.com) för 26 miljarder kronor. 

## Spel
Mr Green erbjuder cirka 1 000 spel från bland annat IGT, Net Entertainment, Nextgen, Quickspin, Microgaming, Quickfire, Bally Technologies, Yggdrasil, Play&Go samt från livecasinoleverantören Evolution Gaming.
Mr Green har en funktion de kallar Grönt Spel. När en kund blir medlem blir denne ombedd att sätta gränser för hur mycket han eller hon är villig att riskera.

## Priser och utmärkelser
| År   | Prisutgivare                      | Kategori                                    |
| ---- | --------------------------------- | ------------------------------------------- |
| 2009 | Internetworld                     | Topp 100                                    |
| 2010 | Internetworld                     | Topp 100                                    |
| 2011 | Internetworld                     | Topp 100                                    |
| 2012 | Internetworld                     | Topp 100                                    |
| 2012 | eGaming Review (EGR)              | Socially Responsible Operator of the Year   |
| 2013 | Internetworld                     | Topp 100                                    |
| 2013 | International Gaming Awards (IGA) | Online Casino Operator of the Year          |
| 2014 | Internetworld                     | Topp 100                                    |
| 2014 | International Gaming Awards (IGA) | Online Casino Operator of the Year          |
| 2014 | eGaming Review (EGR)              | Highly Commended Slots Operator of the Year |
| 2014 | eGaming Review (EGR)              | Casino Brand of the Year                    |
| 2015 | International Gaming Awards (IGA) | Online Casino Operator of the Year          |